# Аланд (река)
Аланд (нем. Aland) — небольшая река в Магдебургской округе германской провинции Саксонии.
Река Аланд берёт своё начало недалеко от Эльбы при Вербене, течёт сначала под названием Таубер-Аланд по направлению к западу, при Зеегаузене поворачивает на север, затем направляется на северо-запад и впадает в Эльбу с её левой стороны, на границе провинции Ганноверской, при Шнакенбурге.
Будучи длиною лишь в 97 километров, Аланд, тем не менее, начиная с Зеегаузена, судоходна для малых судов на протяжении 38 км, имеет среднюю глубину около двух метров, а при впадении — ширину в 14 метров. Самый значительный приток её — это Биза длиною в 66 км, в которую впадают Мильда и Ухта и которая соединяется с главной рекой к югу от Зеегаузена.
Аланд орошает отчасти песчаную, отчасти плодородную долину.